# Marina Sirtis
Marina Sirtis (29 de marzo de 1955) es una actriz anglo-estadounidense, más conocida por su papel de la consejera Deanna Troi en la serie de televisión Star Trek: The Next Generation y los cuatro largometrajes que le siguieron, así como por sus otras apariciones en el resto de series de la franquicia Star Trek.

## Primeros años
Marina Sirtis nació el 29 de marzo de 1955 en el East End de Londres, hija de padres griegos de clase trabajadora: Despina Yianniri, ayudante de sastre, y John Sirtis. Se crio en Harringay, al norte de Londres, y emigró a Estados Unidos en 1986, nacionalizándose ciudadana estadounidense. Sirtis comentó que cuando tenía tres años sufrió abuso y asalto sexual por parte de los dos hijos mayores de su niñera. Ese hecho la llevó a sufrir un trastorno alimenticio durante veinte años, hasta que en los años 90 comenzó una terapia para aprender a manejar el trauma y comer de manera saludable. 
Mientras todavía estaba en la escuela secundaria, acudió en secreto a una audición para la escuela de teatro contra los deseos de sus padres, y acabó siendo aceptada en la Music and Drama Guildhall School.

## Carrera
Sirtis comenzó su carrera como miembro de la compañía de repertorio del Teatro Connaught de Worthing, West Sussex, en 1976. Dirigida por Nic Young, apareció en What the Butler Saw, de Joe Orton, y como Ofelia en Hamlet.
Antes de su papel en Star Trek, Sirtis apareció como personaje secundario en varias películas. En el año 1983 estuvo en The Wicked Lady, participando en una pelea a látigo con el personaje de Faye Dunaway. En la película Death Wish 3, protagonizada por Charles Bronson, interpretó a una mujer latina víctima de violación. En la película Blind Date aparece como una prostituta que es asesinada por un loco.
Otras obras tempranas incluyen numerosos papeles de estrella invitada en series de televisión británicas como Raffles (1977), Hazell (1978), Minder (1979), el sitcom de Jim Davidson Up the Elephant and Round the Castle (1985) y The Return of Sherlock Holmes (1986) entre otras. También interpretó a la azafata en el famoso anuncio de televisión de 1979 para Cinzano Bianco protagonizado por Leonard Rossiter y Joan Collins, en el que Collins acababa salpicada con la bebida. También apareció en un anuncio comercial de televisión de una reconocida marca de champú, Head & Shoulders.

### Star Trek: La nueva generación
En 1987 Sirtis se trasladó a los EE. UU. Cuando iba a iniciar la serie Star Trek: The Next Generation, Gene Roddenberry le pidió a Sirtis una audición para un papel después de ver la película Aliens con Robert H. Justman, ya que él se fijó en ella por su apariencia "exótica". En un primer momento Sirtis y Denise Crosby audicionaron cada una para el papel que finalmente obtuvo la otra. El personaje de Sirtis iba a ser la teniente Macha Hernández, la jefa de seguridad. Gene Roddenberry decidió modificarlo, y Macha Hernández se convirtió en Natasha Yar. Sirtis recuerda que el día en que la llamaron para ofrecerle el papel de Deanna Troi, acababa de hacer las maletas para regresar a Gran Bretaña, porque su visado de seis meses había expirado.
Deanna Troi era mitad humana y mitad betazoide. Sus habilidades telepáticas le permitían leer las emociones de quienes la rodeaban. A bordo del Enterprise-D pasó de ser la consejera de la nave, encargada del bienestar de la tripulación, a la de asesora de confianza del capitán Picard, ocupando un asiento contiguo al suyo en el puente de mando.
En un primer momento los guionistas encontraron difícil escribir para Troi e incluso la excluyeron de cuatro de los primeros episodios de la temporada. Sirtis sintió que su papel corría peligro después de la primera temporada, pero se alegró mucho cuando Gene Roddenberry la llevó aparte en la boda de Jonathan Frakes y le dijo que en la segunda temporada el episodio de estreno, "El Niño", se centraría en Troi.
Sirtis apareció en las siete temporadas de Star Trek: The Next Generation, y poco a poco su personaje fue siendo desarrollado desde una terapeuta más pasiva hasta ser una más dura oficial de la Flota. Ella ha declarado que su episodio favorito es "Frente al enemigo" de la temporada 6, en el que Troi es secuestrada y alterada quirúrgicamente para que pueda pasar por una romulana. El hecho de que en esa temporada Troi pasara a llevar el uniforme que le correspondía en la cadena de mando de la Flota Estelar incrementó la dignidad del personaje a los ojos de Sirtis así como su entusiasmo a la hora de interpretarlo, respecto a lo que comentó: «Eso subió mi escote y, como consecuencia, me devolvió todo mi cerebro, porque en Hollywood tener escote significa que no puedes tener cerebro. Así que me devolvieron todo mi cerebro, y se me permitió hacer cosas que no se me había permitido hacer durante cinco o seis años. Fui en los equipos de desembarco, estaba a cargo del personal, recuperé mis puntos, me permitían tener phasers, tenía todo el equipo nuevo, y fue fabuloso. Estaba absolutamente encantada». 
Durante su estancia en la serie, forjó una estrecha amistad con sus compañeros de reparto Jonathan Frakes (su pareja en la ficción, el comandante Riker), Michael Dorn (el teniente Worf, también un interés amoroso en pantalla) y Brent Spiner (que interpretó al teniente comandante Data). Spiner y Dorn fueron los padrinos en su boda.
Solía llevar postizos para el cabello para su papel de Deanna Troi en Star Trek: The Next Generation. El pelo real de Sirtis era un poco más corto, y aunque rizado, no era tan abultado como el de su personaje. Sin embargo, se utilizó el pelo real de Sirtis en el episodio piloto, y también en los primeros seis episodios de la sexta temporada, en la que Troi lucía un estilo cola de caballo de aspecto más natural. También se le pidió crear un acento (que se describe como una mezcla de Europa del Este y hebreo) para su personaje, aunque su acento natural es cockney (inglés londinense). Con el tiempo, el acento se ajustó y se hizo más americanizado.
Sirtis también repitió su personaje de Deanna Troi en los largometrajes Star Trek: Generaciones (1994), Star Trek: First Contact (1996), Star Trek: insurrección (1998) y Star Trek: némesis (2002). También apareció en Star Trek: Voyager durante tres episodios hacia el final de la serie (1999 y 2000), en el final de la serie Star Trek: Enterprise (2005) y, más recientemente, en Star Trek: Picard, en el episodio 7 de la 1.ª temporada y en los episodios 3, 4, 6, 8 al 10 de la 3.ª temporada y en la serie de animación Star Trek: Lower Decks en el episodio 10 de la 1.ª temporada titulado "Toda parte es buena".

### Otros trabajos
Durante el rodaje de Star Trek: The Next Generation, Sirtis regresó al Reino Unido durante una pausa entre las temporadas tres y cuatro en 1990 para filmar el especial dramático One Last Chance para la BBC. En 1992, apareció en un episodio de la serie de corta duración The Fifht Corner y tuvo un cameo en la película de fantasía y terror Waxwork II: perdido en el tiempo.
Tras el final de Star Trek: La nueva generación en 1994, Sirtis continuó trabajando con regularidad. Su primer papel fue una salida de un trabajo previo, una mujer maltratada en la serie Heaven Help Us.
Proporcionó la voz de Demona en la serie de televisión de dibujos animados de Disney, Gargoyles, durante dos temporadas a partir de 1994. Sus coestrellas de Star Trek: La nueva generación Frakes (como la voz de David Xanatos), Spiner y Dorn, también prestaron su voz para la serie. Ella interpretó nuevamente al personaje para de la serie animada Team Atlantis, la cual nunca fue realizada.
En 1996, fue una detective de la policía en el telefilm británico Gadgetman. Apareció como estrella invitada interpretando a la propietaria de una pista de carreras que era investigada por la muerte de un conductor en Diagnosis: Murder, en 1998. La película independiente Paradise Lost, con Sirtis en un papel estelar, fue lanzada en 1999.
A partir de 1999, Sirtis volvió a la televisión de ciencia ficción en una serie de roles que comienzan con The Outer Limits. Ese mismo año apareció en Earth: Final Conflict, originalmente creada por Gene Roddenberry. En 2000 interpretó a una científica rusa en Stargate SG-1. Sirtis fue entrevistada en el ejemplar de octubre de 2000 de la revista británica SFX;  con el titular de portada "Marina Sirtis está en todas partes" siendo una velada referencia a su represalia de su personaje Deanna Troi en Star Trek: Voyager.
En 2001, Sirtis hizo una aparición muy publicitada en el drama hospitalario británico Casualty, donde interpretó a una política con opiniones controvertidas sobre el Sistema Nacional de Salud. Cuando conoce a un hombre con quien tiene un escarceo en un hotel, se ve atrapada en una explosión.
Sirtis apareció en las películas hechas para la televisión Terminal Error, en 2002, y Net Games, en 2003. También en 2003, apareció como actriz invitada en la serie de ABC Threat Matrix interpretando a una científica de armas biológicas iraquí.
Sirtis protagonizó la película Spectres en 2004, por la que obtuvo el premio a la mejor actriz en el Shockerfest.
Sirtis tuvo un papel menor la película coral Crash, galardonada con el Óscar a la mejor película, como la esposa de un tendero persa. A raíz de esto, interpretó a otro personaje de Oriente Medio en la serie The Closer en 2005.
En 2006, tuvo un papel recurrente en tres episodios como una casamentera en la serie Girlfriends, y apareció como ella estrella invitada en Without A Trace.
En 2007 Sirtis protagonizó la producción del canal Syfy Grendel, donde interpretó a la Reina. También participó en películas independientes como Trade Routes, The Deep Below y Lesser of Three Evils. Prestó su voz a la Matriarca Benezia en el videojuego Mass Effect publicado en Xbox 360, Playstation 3 y PC.
En la televisión británica, en 2008, ella hizo una aparición especial en un episodio del spin-off de Casualties, Holby City. El mismo año, sobre la película de ciencia ficción / drama Inalienable, escrita por Walter Koenig, Sirtis dijo de su papel: «De hecho, me tocó la Fiscal General Adjunta de los Estados Unidos así que soy una mala tipa, una abogada media, lo que fue fantástico».
Las secuelas Directas para DVD Green Street 2 y The Grudge 3, en las que participa Sirtis, fueron estrenadas en 2009. Coprotagonizó la película británica 31 North 62 East como asesora principal del primer ministro; tuvo un estreno en cines limitado en el Reino Unido. Sirtis apareció como estrella invitada en el primer episodio del efímero drama hospitalario Three Rivers. Regresó a SyFy en diciembre de 2009 en la película de desastres Annihilation Earth.
En 2010 Sirtis participó como estrella invitada interpretando a una médica suiza en dos episodios del drama de ABC Family Make It or Break It.
En mayo de 2010, Sirtis anunció que estaría dando su voz a la malvada abeja reina en la serie animada Young Justice. Paritipó con su voz en varios episodios, hasta la cancelación de la serie en 2013.
En marzo de 2011, apareció como estrella invitada en un episodio de Grey's Anatomy interpretando a una madre iraní que iba al hospital para participar en un ensayo clínico para la enfermedad de Alzheimer.
En septiembre de 2011, los fanes comenzaron un grupo para conseguir que Marina apareciera en Doctor Who. Unas semanas más tarde, reconoció el grupo y su deseo de estar en la célebre serie en el Montreal Comiccon.
En 2012, la película de vampiros Speed Demons, protagonizada por Sirtis, fue lanzada a través de pay per view. Ese mismo año, interpretó a una adivina en una adaptación de Castlevania realizada por fanes y publicada en YouTube.
Sirtis ha tenido un papel recurrente como directora del Mossad en el drama de procedimiento policial de la CBS NCIS. Su personaje, Orli Elbaz, sucede a Eli David (interpretado por Michael Nouri) y fue introducido en la 10.ª temporada con el episodio "Berlín", que se emitió en abril de 2013. Su segundo episodio fue el segundo episodio de la temporada 11, que salió al aire en octubre de 2013, y posteriormente en el episodio "Family First", final de la temporada 13.
Sirtis dio voz a la computadora de la Enterprise en el primer episodio de la serie web Star Trek Continues en el episodio "Peregrino de la eternidad" (2013).
En 2014 participó en el film de terror de SyFy Channel Finders Keepers. Al año siguiente apareció en el film británico A Dark Reflection y, en 2016, participó en la película de Hallmark My Summer Prince, En 2019 Sirtis debutó en el West End de Londres, en la obra Dark Sublime. Allí interpretó el papel de Marianne, una actriz freelance quien es una olvidada estrella de un programa de ciencia ficción británico, cuyo encuentro con un fan cambia la vida de ambos.

## Vida personal
Sirtis se casó el 21 de junio de 1992 con el guitarrista de rock Michael Lamper, quien falleció mientras dormía en su casa el 8 de diciembre de 2019. En 2021, Sirtis se mudó desde Estados Unidos de regreso a Londres, citando como motivo la muerte de su esposo, la creciente tensión en el país y las mayores oportunidades laborales ofrecidas en el cine y la televisión británicos. Su hermano menor, Steve Sirtis, jugó al fútbol en Grecia y para la Universidad de Columbia a principios de 1980. Marina dijo de sí misma, ser partidaria declarada del Tottenham Hotspur FC.

## Filmografía

### Películas
| Año  | Título                   | Personaje             |
| ---- | ------------------------ | --------------------- |
| 1983 | The Wicked Lady          | Chica de Jackson      |
| 1984 | Blind Date               | Prostituta            |
| 1985 | Death Wish 3             | Maria                 |
| 1992 | Waxwork II: Lost in Time | Gloria                |
| 1994 | Star Trek Generations    | Consejera Deanna Troi |
| 1996 | Star Trek: First Contact | Consejera Deanna Troi |
| 1998 | Star Trek: insurrección  | Consejera Deanna Troi |
| 2002 | Star Trek: némesis       | Consejera Deanna Troi |
| 2002 | Terminal Error           | Alex                  |
| 2004 | Spectres                 | Laura Lee             |
| 2004 | Crash                    | Shereen               |
| 2007 | Fist of the Warrior      | Mary                  |
| 2007 | The Deep Below           | Sarah                 |
| 2008 | InAlienable              | Attorney Barry        |
| 2009 | The Grudge 3             | Gretchen              |
| 2015 | Shadows from the Sky     | Pamela Berry          |
| 2018 | 5th Passenger            | Alana                 |

### Televisión
| Año             | Título                               | Personaje                         | Información |
| --------------- | ------------------------------------ | --------------------------------- | --- |
| 2020            | Star Trek: Lower Decks               | Deanna Troi (voz)                 | Episodio: "Toda parte es buena" |
| 2020, 2023      | Star Trek: Picard                    | Deanna Troi                       | Episodio 1x07: "Nepenthe" Episodio 3x03: "Diecisiete segundos" Episodio 3x04: "Sin escenario ganador" Episodio 3x06: "La recompensa" Episodio 3x08: "Rendición" Episodio 3x09: "Vox" Episodio 3x10: "La Última Generación" |
| 2019            | The Orville                          | Maestra                           | Episodio: "Santuario" |
| 2013            | Star Trek Continues                  | Computadora                       | |
| 2013            | Adventure Time                       | Samantha                          | Episodio: "The Pit" |
| 2013            | NCIS                                 | Orli Elbaz                        | |
| 2011            | Grey's Anatomy                       | Sonya Amin                        | |
| 2010–2012       | Young Justice                        | L-4 / Reina abeja / Científica #2 | |
| 2010            | Make It or Break It                  | Dr. Anna Kleister                 | |
| 2009            | Annihilation Earth                   | Paxton                            | Película de TV |
| 2009            | The Cleveland Show                   | Prostituta                        | Serie animada |
| 2009            | Green Street 2                       | Veronica Mavis                    | |
| 2009            | Three Rivers                         | Layla Rahimi                      | |
| 2008            | Holby City (UK)                      | Lucy Simmonds                     | |
| 2007            | Grendel                              | Reina Wealtheow                   | Película de TV |
| 2006            | Without a Trace                      | Alexas Soros                      | |
| 2006            | Girlfriends                          | Gina Richards                     | |
| 2005            | Family Guy                           | Marina Sirtis                     | Serie animada |
| 2005            | The Closer                           | Layla Moktari                     | |
| 2005            | Star Trek: Enterprise                | Consejera Deanna Troi             | |
| 2003            | Threat Matrix                        | Dra. Nabila Hassan                | |
| 2001            | Casualty                             | Jane Taylor, MP                   | |
| 1999–2000       | Star Trek: Voyager                   | Consejera Deanna Troi             | |
| 2000            | Stargate SG-1                        | Dra. Svetlana Markova             | |
| 1999            | Earth: Final Conflict                | Hermana Margarette                | |
| 1999            | The Outer Limits                     | Olivia 'Liv' Kohler               | Episodio: "The Grell" |
| 1998            | Diagnosis: Murder                    | Mary Ann Eagin                    | |
| 1994–1996, 1998 | Gargoyles                            | Demona                            | Serie animada |
| 1997            | Duckman                              | Aurora Abromowitz                 | Serie animada |
| 1996            | Gadgetman                            | Detective Inspector Walker        | Película de TV |
| 1994            | Heaven Help Us                       | Carolyn Paris                     | |
| 1987–1994       | Star Trek: The Next Generation       | Consejera Deanna Troi             | |
| 1990            | One Last Chance                      | Maria                             | Película de TV |
| 1987            | Hunter                               | Kate Scanlon                      | |
| 1986            | Room at the Bottom                   | Carla                             | |
| 1986            | Call Me Mister                       | Sally                             | |
| 1986            | The Return of Sherlock Holmes        | Lucrezia                          | |
| 1985            | Up the Elephant and Round the Castle | Lisa                              | |
| 1982            | Kelly Monteith                       | No acreditada                     | |
| 1979            | Minder                               | Stella                            | |
| 1979            | Anuncio de Cinzano                   | Azafata                           | Anuncio de televisión |
| 1978            | Hazell                               | Melina Stassinopolus              | |
| 1978            | The Thief of Baghdad                 | Chica del harén                   | Película de TV |
| 1977            | Who Pays the Ferryman? (UK)          | Ariadne                           | |
| 1977            | Raffles                              | Faustina                          | |

## Actuación de voz
- Griffin and Sabine audio series (1993) ... Sabine
- Gargoyles (1994–97) ... Demona
- Mass Effect (Videojuego) (2008) ... Matriarch Benezia
- Young Justice (2010–12) ... Queen Bee
- Pilgrim of Eternity (2013) ... recreación por computadora de Star Trek: The Original Series)
- Adventure Time (2013) ... Samantha (Episodio "The Pit")